# Lista di compagnie aeree defunte degli Stati Uniti (D-I)
| Compagnia aerea                         | Stato o territorio   | Immagine | IATA | ICAO | Indicativo di chiamata | Hub e focus city                      | Fondazione | Termine operazioni | Note |
| --------------------------------------- | -------------------- | -------- | ---- | ---- | ---------------------- | ------------------------------------- | ---------- | ------------------ | --- |
| D                                       |                      |          |      |      |                        |                                       |            |                    | |
| Dailey Aviation                         | Carolina del Nord    |          |      |      |                        | Jacksonville                          | 2000       | 2000               | Operatore charter. |
| DAL Airlines                            | Texas                |          |      |      |                        | Killeen–Fort Hood                     | 1966       | 1968               | Confluita in Hood Airlines. |
| Dallas Express Airlines                 | Texas                |          | EX   | DXP  | DALLAS EXPRESS         | Dallas Love Field                     | 1994       | 1995               | Operava Beech 1300 Commuter. |
| Danbury Airways                         | Connecticut          |          |      |      |                        | Danbury                               | 1980       | 1981               | [ 4 ] |
| Dash Air                                | California           |          | WI   | IRV  |                        | Santa Ana                             | 1981       | 1984               | Fondata come Air Irvine. |
| Data Air Courier                        | Ohio                 |          |      |      |                        | Chicago Midway                        | 1996       | 1996               | Acquisita da Airnet Express. |
| Davis Air Lines                         | Georgia              |          |      |      |                        | Atlanta                               | 1930       | 1930               | Operava Travel Air. |
| DayJet                                  | Florida              |          |      | DJS  | DAYJET                 | Boca Raton                            | 2002       | 2008               | |
| Daylight Air                            | Ohio                 |          |      |      |                        | Willow Run                            | 1996       | 1998               | [ 8 ] |
| Daytona Aviation                        | Florida              |          |      |      |                        | Daytona Beach                         | 1962       | 1966               | Rinominata in Trans-Florida Airlines. |
| DB Aviation                             | Illinois             |          |      | NSH  | NORTH SHORE            | Waukegan                              | 1987       | 2010               | Acquisita da Landmark Aviation. |
| DC Aircraft                             | Michigan             |          |      |      |                        | Detroit                               | 1967       | 1967               | Servizi per pendolari. |
| DeBoer Aviation                         | Kansas               |          |      |      |                        | Wichita Eisenhower                    | 1973       | 1975               | Rinominata in Ryan Aviation. |
| Decatur Commuter Airlines               | Illinois             |          |      | DAA  | DECUR                  | Decatur                               | 1980       | 1981               | Acquisita da Air Illinois. |
| Del Airways                             | Georgia              |          |      |      |                        | Adel                                  | 1970       | 1971               | [ 14 ] |
| Delta Air Service                       | Alaska               |          |      |      |                        | Emmonak                               | 1971       | 1993               | Rinominata in Grant Aviation. |
| Delta Express                           | Georgia              |          | DL   | DAL  | DELTA                  | Orlando                               | 1996       | 2003               | Sostituita da Song. |
| Denver Ports of Call                    | Colorado             |          | PC   | POC  | PAPA CHARLIE           | Denver                                | 1967       | 1992               | Rinominata in Skyworld Airlines. |
| Des Moines Flying Service               | Iowa                 |          |      |      |                        | Des Moines                            | 1960       | 1968               | [ 16 ] |
| Desert Commuter Airlines                | California           |          |      |      |                        | Santa Monica                          | 1968       | 1970               | |
| Desert Sun Airlines                     | Arizona              |          |      |      |                        | Phoenix Sky Harbor                    | 1995       | 1996               | Confluita in America West Express. |
| Destination Sun Airways                 | Florida              |          |      |      |                        | Fort Lauderdale–Hollywood             | 1992       | 1993               | [ 17 ] |
| Detroit Northern Air Service            | Michigan             |          |      |      |                        | Alpena County                         | 1950       | 1975               | Conosciuta come Alpena Flying Service. |
| Detroit – Grand Rapids Airline          | Michigan             |          |      |      |                        | Dearborn                              | 1926       | 1926               | Operava Stout 2-AT Pullman. |
| Devoe Airlines                          | Georgia              |          |      |      |                        | Miami                                 | 1981       | 1983               | [ 20 ] |
| DHL Airways, Inc. (1979–2004)           | Florida              |          |      |      |                        |                                       | 1979       | 2004               | Rinominata in Astar Air Cargo. |
| DHL Airways                             | Kentucky             |          | ER   | DHL  |                        |                                       | 1983       | 2003               | Rinominata in Astar Air Cargo. |
| Diamond Aviation                        |                      |          |      | SPK  | SPARKLE                |                                       | 1984       | 1985               | [ 21 ] |
| Direct Air                              | Illinois             |          | UO   | XAP  | AIR DIRECT             | Chicago Gary                          | 1980       | 1994               | Rinominata in Northern Star Airlines. |
| Direct Air                              | Carolina del Sud     |          |      |      |                        | Myrtle Beach                          | 2006       | 2012               | |
| Direct Airlines                         |                      |          |      |      |                        | New York Kennedy                      | 1969       | 1969               | [ 23 ] |
| Discover Air                            | Florida              |          |      | DCV  | DISCOVER               | Orlando Sanford                       | 1999       | 2003               | [ 24 ] |
| Discovery Airlines                      | New Jersey           |          |      |      |                        | Trenton–Mercer                        | 1996       | 2000               | Fondata come Sky Trek International Air Lines. |
| Discovery Airways                       | Hawaii               |          | DH   | DVA  | DISCOVERY AIRWAYS      | Honolulu                              | 1990       | 1990               | |
| Dixie Aircharter                        | Florida              |          |      |      |                        | Miami                                 | 1982       | 1983               | [ 25 ] |
| Dixie Airlines                          | Utah                 |          |      |      |                        | St. George                            | 1969       | 1972               | Rinominata in SkyWest Airlines. |
| Dixie Flying Service                    | Virginia             |          |      |      |                        | Charlottesville–Albemarle             | 1930       | 1932               | Rinominata in Ludington Air Lines. |
| Dolphin Airways                         | Florida              |          | DV   |      | FLAGSHIP               | Tampa                                 | 1981       | 1984               | Acquisita da Provincetown-Boston Airline. |
| Dolphin Express Airlines                | Florida              |          | 8U   | IXX  | ISLAND EXPRESS         | Saint Croix                           | 1994       | 2000               | [ 29 ] |
| Dorado Wings                            | Porto Rico           |          |      |      |                        |                                       | 1964       | 1982               | |
| Doug Geeting Aviation                   | Alaska               |          |      |      |                        | Talkeetna                             | 1990s      | 2006               | Confluita in K2 Aviation. |
| Dovair                                  | Delaware             |          |      |      |                        | Delaware Airpark                      | 1976       | 1977               | Ha operato come Baltimore Airways. |
| Dovair Air Transport                    | Delaware             |          |      |      |                        | Delaware Airpark                      | 1967       | 1969               | Operatore di air taxi. |
| Dove One                                | Florida              |          |      |      |                        | Fort Lauderdale–Hollywood             | 1990       | 1999               | Operatore di air taxi. |
| Downeast Airlines                       | Maine                |          |      |      |                        | Knox County                           | 1960       | 2007               | Servizi per pendolari. |
| Downeast Express                        | Maine                |          | E7   | DOW  | DOWNEAST EXPRESS       | Portland                              | 1995       | 1997               | Rinominata in Northeast Airlines. |
| Downtown Airlines                       | New York             |          |      |      |                        | Base idrovolante di New York Skyports | 1972       | 1975               | [ 36 ] |
| Drummond Island Air                     | Michigan             |          |      | DRE  | MICHIGAN               | Drummond Island                       | 1989       | 1991               | Fondata come Michigan Airways. |
| Dynamic International Airways           | Pennsylvania         |          | 2D   | DYA  | DYNAMIC AIR            | Wayne                                 | 2015       | 2018               | Fondata come Dynamic Airways. |
| E                                       |                      |          |      |      |                        |                                       |            |                    | |
| Eagle Air International                 | Nevada               |          | V9   | VIK  |                        | Las Vegas McCarran                    | 1969       | 1993               | Rinominata in Eagle Airlines. |
| Eagle Airline                           | Alabama              |          |      |      |                        | Auburn                                | 1985       | 1986               | Operava Piper Navajo. |
| Eagle Airlines                          | Kansas               |          |      |      |                        | Kansas City Wheeler                   | 1930       | 1930               | Servizio passeggeri di linea. |
| Eagle Airlines                          | Nevada               |          | V9   | VIK  |                        | Las Vegas McCarran                    | 1993       | 1997               | Fondata come Eagle Air International. |
| Eagle Canyon Airlines                   | Nevada               |          | FE   | TLO  | TALON                  | Las Vegas McCarran                    | 1969       | 1998               | Confluita in Scenic Airlines. |
| Eagle Commuter Airlines                 | Texas                |          |      | ECA  | EAGLEAIR               | Brownwood                             | 1976       | 1986               | [ 44 ] |
| Eagle Jet Charter                       | Nevada               |          |      |      |                        | Las Vegas McCarran                    | 1996       | 1998               | Tour del Grand Canyon. |
| Eagle Wings                             |                      |          |      |      |                        |                                       |            |                    | |
| East Coast Commuter                     | Massachusetts        |          |      |      |                        | Boston                                | 1963       | 1970               | [ 46 ] |
| East Hampton Aire                       | New York             |          | IN   | EHA  | AIR HAMPTON            | East Hampton                          | 1978       | 1991               | Operava voli per Pilgrim Airlines. |
| East Texas Airlines                     | Texas                |          |      |      |                        | Longview                              | 1950s      |                    | [ 44 ] |
| Eastern Air Lines                       | New York Florida     |          | EA   | EAL  | EASTERN                | Miami                                 | 1926       | 1991               | Fondata come Pitcairn Aviation. |
| Eastern Air Lines (2015)                | Florida              |          |      |      |                        | Miami                                 | 2015       | 2017               | Operava Boeing 737. |
| Eastern Air Lines Shuttle               | Virginia             |          |      |      |                        | New York-LaGuardia                    | 1961       | 1989               | |
| Eastern Metro Express                   | Georgia              |          |      | EME  | EMAIR                  | Atlanta                               | 1984       | 1991               | [ 49 ] |
| Eastman Airways                         | New York             |          |      |      |                        | Albany                                | 1983       | 1984               | Rinominata in Air Marc. |
| Eastwind Airlines                       | New Jersey           |          | W9   | SGR  | STINGER                | Piedmont Triad                        | 1995       | 1999               | |
| Ed's Aircraft Service                   | Oklahoma             |          |      |      |                        |                                       | 1972       | 1973               | [ 51 ] |
| Edde Airlines                           | Utah                 |          |      |      |                        | Salt Lake City                        | 1960       | 1965               | [ 52 ] |
| Ede-Aire                                | Michigan             |          | DV   |      |                        | Detroit Lakes                         | 1978       | 1981               | Acquirsita da Mesaba Airlines. |
| El Paso Transport                       | Texas                |          |      |      |                        | Big Spring McMahon                    | 1975       | 1975               | Rinominata in Trans Regional Airlines. |
| Elan Air                                | Massachusetts        |          |      |      |                        | Boston                                | 1980       | 1982               | [ 55 ] |
| Ellis Airlines                          | Alaska               |          |      |      |                        | Ketchikan                             | 1936       | 1962               | |
| Emerald Air                             | Texas                |          | OD   | EFF  | EMERALD                | Austin Bergstrom                      | 1978       | 1991               | Fondata come Emerald Valley Airlines. |
| Emery Worldwide                         | Ohio                 |          | EB   | EWW  | EMERY                  | Dayton                                | 1946       | 2001               | |
| Empire Airlines                         | Idaho                |          |      |      |                        | Boise                                 | 1946       | 1952               | Fondata come Zimmerly Air Lines. |
| Empire Airlines                         | New York             |          |      | UR   |                        | Oneida County                         | 1976       | 1985               | |
| Empire Airways                          | New York             |          |      | JKR  | JOKER                  | Farmingdale                           | 2004       | 2012               | |
| Empire State Airlines                   | New York             |          |      |      |                        | Syracuse                              | 1964       | 1966               | [ 57 ] |
| Empires Airlines                        |                      |          |      |      |                        | Spokane                               | 1946       | 1952               | Si è unita con Zimmerly Airlines per creare West Coast Airlines.                                                                                      |
| Encompass Aviation                      | California           |          | LC   | ROM  |                        | Hawthorne Jack Northrop               | 2017       | 2019               | Vettore charter. |
| Enterprise Airlines                     | Ohio                 |          |      | JSP  | JETSPEED               | Cincinnati                            | 1988       | 1990               | [ 59 ] |
| Eos Airlines                            | New York             |          | E0   | ESS  | NEW DAWN               | New York Kennedy                      | 2004       | 2009               | |
| Era Aviation                            | Alaska               |          | 7H   | ERH  | ERAH                   | Anchorage                             | 1948       | 2009               | Fondata come Economy Helicopters, acquisita da Frontier Alaska e rinominata in Era Alaska. Rinominata nuovamente in Ravn Alaska.                      |
| Essair Airways                          | Texas                |          |      |      |                        | Houston-Hobby                         | 1939       | 1946               | Rinominata in Pioneer Airlines. |
| Eugene Aviation Services                | Oregon               |          |      |      |                        | Eugene                                | 1956       | 1969               | Operava per conto di West Coast Airlines. |
| Eureka Aero                             | California           |          |      |      |                        | Samoa Field                           | 1970       | 1979               | Rinominata in Air Pacific. |
| Evergreen International Airlines        | Oregon               |          | EZ   | EIA  | EVERGREEN              | New York Kennedy                      | 1975       | 2013               | |
| Evergreen International Aviation        | Oregon               |          |      |      |                        |                                       | 1960       | 2014               | Fondata come Evergreen Helicopters. |
| Exec Air                                | New York             |          |      |      |                        | Sullivan County                       | 1996       | 1999               | Rinominata in Exec Air of Naples. |
| Exec Express                            | Texas                |          |      |      |                        | Dallas/Fort Worth                     | 1984       | 1998               | |
| Excellaire                              | Colorado             |          | BH   | AUS  |                        | Stapleton                             | 1974       | 1985               | Fondata come US Aviation e rinominata in AIR US nel 1977. Rinominata nuovamente in Execellaire nel 1984.                                              |
| Execuair                                | Washington           |          |      |      |                        | Seattle-Tacoma                        | 1971       | 1977               | Rinominata in Columbia Pacific Airlines. |
| Executive Air Transport                 | Michigan             |          |      |      |                        | Muskegon                              | 1995       | 1995               | Vettore cargo e charter. |
| Executive Airlines                      | Florida              |          |      |      |                        |                                       | 1964       | 1971               | [ 65 ] |
| Executive Airlines                      | Massachusetts        |          | EX   |      |                        | Boston                                | 1967       | 1973               | Fondata come National Executive Flight Service. |
| Executive Airlines                      | Massachusetts        |          |      |      |                        | Hanscom Field                         | 1976       | 1977               | Fondata come Air Speed. |
| Executive Airlines                      | Porto Rico           |          | OW   | EGF  | EAGLE FLIGHT           | San Juan                              | 1986       | 2013               | Fondata come Executive Air Charter. |
| Executive Airlines                      | New York             |          | YL   | ORA  |                        | Farmingdale                           | 1991       | 2003               | Fondata come Long Island Airlines. |
| Executive Airshare                      | Missouri             |          |      | XSR  |                        | Kansas City Wheeler                   | 1974       | 2018               | Rinominata in Airshare. |
| Executive Charter Service               | Alaska               |          |      |      |                        | Bethel                                | 1983       | 1985               | Acquisita da Unalakleet Air Taxi. |
| Executive Flight Services               | Oregon               |          |      |      |                        | Portland                              | 1961       | 1977               | Rinominata in Air Oregon. |
| Executive Jet Aviation                  | Ohio                 |          |      |      |                        | Columbus Glenn                        | 1977       | 1978               | Si è unita con Newport Aero per creare EJA/Newport.                                                                                                   |
| Executive Jet Aviation                  | New Jersey           |          | EJ   | EJA  | EXECJET                | Teterboro                             | 1965       | 2007               | Fondata come Executive Jet Airways. |
| Executive Yankee Airlines               | Massachusetts        |          |      |      |                        | Pittsfield                            | 1968       | 1969               | Fondata come Yankee Airlines. |
| Express Air                             | Arizona              |          |      | AAE  | ARIZONA                | Phoenix Sky Harbor                    | 1997       | 2001               | [ 75 ] |
| Express Airlines I                      | Tennessee            |          | 9E   | FLG  | FLAGSHIP               | Memphis                               | 1995       | 2002               | Rinominata in Pinnacle Airlines. |
| Express One International               | Texas                |          | EO   | LHN  | LONGHORN               | Dallas/Fort Worth                     | 1995       | 2002               | Rinominata in Pinnacle Airlines poi in Endeavor Air.                                                                                                  |
| Express.Net Airlines                    | Florida              |          |      | XNA  | EXPRESSNET             | Naples                                | 1972       | 2008               | Fondata come Transcontinental Airlines. |
| F                                       |                      |          |      |      |                        |                                       |            |                    | |
| Fairbanks Air                           | Alaska               |          |      |      |                        | Fairbanks                             | 1965       | 1975               | Rinominata in Great Northern Airlines. |
| Fairbanks Air Service                   | Alaska               |          |      |      |                        | Fairbanks                             | 1955       | 1976               | Vettore charter passeggeri e cargo in Alaska. |
| Fairbanks Airplane Company              | Alaska               |          |      |      |                        | Fairbanks                             | 1925       | 1926               | Operava Fokker F.III. Confluita in Wien Alaska Airways.                                                                                               |
| Fairways Corp.                          | Virginia             |          |      | FWY  |                        | Washington Nazionale                  | 1969       | 1989               | [ 81 ] |
| Falcon Air Express                      | Florida              |          | F2   | FAO  | PANTHER                | Miani                                 | 1995       | 2015               | |
| Falcon Airways                          | Texas                |          |      |      |                        | Addison                               | 1971       | 1979               | Operava Carvair. |
| Family Airlines                         | Nevada               |          |      |      |                        | Las Vegas McCarran                    | 1992       | 1992               | Operazioni di volo mai iniziate. |
| FAR Airlines                            | New York             |          |      |      |                        | New York Kennedy                      | 1968       | 1968               | [ 83 ] |
| Farthest North Airplane Company         | Alaska               |          |      |      |                        | Faibanks                              | 1923       | 1924               | Il primo volo di Ben Eielson su un Curtiss Jenny JN-4D che ebbe luogo il 3 luglio 1923.                                                               |
| Farwest Airlines                        | California           |          |      | FRW  |                        | Fresno Yosemite                       | 1984       | 1984               | Operava due NAMC YS-11 in leasing. |
| Farwest Airlines                        | Arizona              |          |      |      |                        | Phoenix Sky Harbor                    | 1999       | 2004               | Operava DHC Dash 7. |
| Federated Airlines                      | New York             |          |      |      |                        | New York-LaGuardia                    | 1948       | 1952               | [ 87 ] |
| Ferguson Airways                        | Alaska               |          |      |      |                        | Anchorage                             | 1949       | 1949               | Acquisita da Wien Alaska Airlines. |
| Ferns Flying Service                    | New Hampshire        |          |      |      |                        | Concord                               | 1969       | 1969               | [ 89 ] |
| Fiesta Airline                          |                      |          |      | FIE  | FIESTA                 |                                       | 1971       | 1973               | [ 90 ] |
| Fina Air                                | Porto Rico           |          |      |      |                        | San Juan                              | 2003       |                    | |
| Finair Express                          | Florida              |          |      | FNX  | FINEX                  | Miami                                 | 1982       | 1984               | Vettore in subappalto per Air Florida Commuter e rinominato in Southern Express                                                                       |
| Financial Air Express                   | Michigan             |          |      |      |                        | Pontiac                               | 1974       | 1974               | Fondata come Gerald Mercer. |
| Fine Air                                | Florida              |          | FB   | FBF  | FINE AIR               | Miami                                 | 1989       | 2002               | |
| First Air                               | California           |          |      |      |                        | Los Angeles                           | 1982       | 1983               | Rinominata in Regentair. |
| Fischer Brothers Aviation               | Ohio                 |          | GP   | GCS  | GALION                 | Galion                                | 1989       | 2001               | Fondata come Galion Commuter Service e rinominata in Allegheny Commuter. Acquisita da Midway Airlines e rinominata in Midway Commuter.                |
| Five Star Airlines                      | Massachusetts        |          |      | FIV  | FIVE STAR              |                                       | 1985       | 1989               | Operava L-1011 TriStar. |
| Flagship Airlines                       | Tennessee            |          |      |      |                        | Nashville                             | 1991       | 1998               | Formata dalla fusione di Command Airways e Nashville Eagle, si è fusa con Simmons Airlines e Wings West Airlines per formare American Eagle Airlines. |
| Flagship Express Services               | Massachusetts        |          |      | FSX  | FLAG                   |                                       | 1991       | 1991               | Fondata come Rosenbalm Aviation. |
| Fleet Airways                           | Minnesota            |          |      |      |                        | Duluth                                | 1967       | 1968               | Rinominata in Fleet Airlines. |
| Fleetway Airlines                       | Texas                |          |      |      |                        | Austin Mueller                        | 1967       | 1969               | [ 98 ] |
| Fleming International Airways           |                      |          |      |      |                        |                                       | 1973       | 1983               | Rinominata in Cam Air International. |
| Flight Alaska                           | Alaska               |          | 4Y   | UYA  |                        | Bethel                                | 2000       | 2004               | Fondata come Yute Air Alaska. Rinominata in Yute Air.                                                                                                 |
| Flight Express                          |                      |          |      | EXR  | FLIGHT EXPRESS         |                                       | 1985       | 2013               | Fondata come Chapman Air. |
| Flight International Airlines           | Georgia              |          |      | FIV  | FLIGHT INTERNATIONAL   | Atlanta                               | 1984       | 1987               | [ 102 ] |
| Flight Line                             | Missouri             |          |      | FLN  | FAST LINE              | Cape Girardeau                        | 1985       | 1986               | Rinominata in Southern Airways. |
| Flight Operations                       | Ohio                 |          |      | FOI  |                        | Cleveland Hopkins                     | 1979       | 1979               | Acquisita da Crow Executive Air. |
| Flight Options                          | New York             |          |      | OPT  | OPTIONS                | Greater Binghamton                    | 1999       | 1999               | [ 105 ] |
| Flight Service                          | New York             |          |      |      |                        | Syracuse                              | 1953       | 1964               | [ 106 ] |
| Flightways Aviation System              | Pennsylvania         |          |      |      |                        | Filadelphia                           | 1974       | 1975               | Servizi di trasporti pendolari. |
| Florence Airlines                       | Carolina del Sud     |          |      |      |                        | Florence                              | 1974       | 1975               | Fondata come Air Taxi. |
| Florida Air Lines                       | Florida              |          |      |      |                        | Sarasota-Bradenton                    | 1969       | 1981               | Fondata come Florida Air Taxi e diventata Southern International Airways. Operava DC-3 e Cessna 402.                                                  |
| Florida Air Taxi                        | Florida              |          |      |      |                        | Tampa                                 | 1964       | 1968               | Rinominata in Florida Airlines. |
| Florida Aircraft Leasing                | Florida              |          |      |      |                        |                                       |            |                    | |
| Florida Airlines                        | Florida              |          | FE   |      |                        | Tampa                                 | 1960       | 1981               | |
| Florida Airmotive                       | Florida              |          |      |      |                        | Lantana                               | 1940       | 1940               | Vettore charter. |
| Florida Airways                         | Florida              |          |      |      |                        | Miami                                 | 1923       | 1927               | |
| Florida Airways                         | Florida              |          |      |      |                        | Orlando                               | 1947       | 1949               | Fondata come Orlando Airlines. |
| Florida Atlantic Airlines               | Florida              |          |      |      |                        | Fort Lauderdale                       | 1968       | 1970               | [ 113 ] |
| Florida Coastal Airlines                | Florida              |          | PA   | FCL  | FLORIDA COASTAL        | Fort Lauderdale                       | 1995       | 2010               | |
| Florida Commuter Airlines               | Florida              |          |      | FCA  |                        | Palm Beach                            | 1980       | 1981               | |
| Florida Express                         | Florida              |          | ZO   | FLX  | FLEXAIR                | Orlando                               | 1983       | 1988               | Si è unita con Braniff. |
| Florida West Airlines                   | Florida              |          | HG   | FWL  | FLO WEST               | Miami                                 | 1989       | 1995               | Acquisita da Florida West International Airways. |
| Florida West International Airways      | Florida              |          | RF   | FWL  | FLO WEST               | Miami                                 | 1981       | 2017               | |
| FloridaGulf Airlines                    | Florida              |          |      |      |                        | Tampa                                 | 1991       | 1997               | Confluita in Air Midwest. |
| Fly First Class                         |                      |          | F3   | SGB  | SONGBIRD               |                                       | 2008       | 2008               | [ 115 ] |
| Fly Guam                                | Guam                 |          |      |      |                        | Guam                                  | 2008       | 2012               | |
| FlyHawaii Airlines                      | Hawaii               |          |      |      |                        | Honolulu                              | 2005       | 2005               | Operazioni di volo mai iniziate. |
| Flying Fox Services                     |                      |          |      |      |                        |                                       | 1929       | 1929               | Acquisita da Delta Air Service. |
| Flying Tiger Air Services               |                      |          |      |      |                        | Tokyo Narita                          | 1966       | 1967               | Ramo di Flying Tiger Lines. Contratto con la Military Airlift Command.                                                                                |
| Flying Tiger Line                       | California           |          | FT   | FTL  | TIGER                  | Los Angeles                           | 1945       | 1989               | Confluita in FedEx Express. |
| Flying W Airways                        | Florida              |          |      |      |                        | Anchorage                             | 1967       | 1972               | Sussidiaria di Red Dodge Aviation. |
| Focus Air Cargo                         | Florida              |          | F2   | FKS  | FOCUS                  | Fort Lauderdale                       | 2004       | 2008               | |
| Folsom's Air Service                    | Maine                |          |      |      |                        | Greenville                            | 1989       | 2006               | Vettore charter. |
| Fontana Aviation                        | Michigan             |          |      |      |                        | Iron Mountain                         | 1967       | 1977               | [ 120 ] |
| Ford Air Transport Service              | Illinois             |          |      |      |                        | Detroit                               | 1925       | 1932               | Si è unita con la Stout Air Service. |
| Forde-Aire                              |                      |          |      | SQH  | SUSQUEHANNA            |                                       | 1978       | 1979               | Rinominata in Susquehanna Airways. |
| Fort Collins Flying Service             | Colorado             |          |      |      |                        | Denver                                | 1980       | 1981               | Fondata come Valley Airpark. Acquisita da Air Link Corporation.                                                                                       |
| Fort Vancouver Airlines                 | Washington           |          |      |      |                        | Vancouver                             | 1979       | 1981               | Lo sciopero PATCO ha causato la chiusura |
| Fort Wayne Air Service                  | Indiana              |          |      |      |                        | Fort Wayne                            | 1963       | 1967               | Operava servizi air taxi verso Detroit. |
| Fort Worth Airlines                     | Texas                |          |      | FTW  | FORT WORTH AIR         | Fort Worth Meacham                    | 1984       | 1985               | Andata in bancarotta. |
| Foster Aviation                         | Alaska               |          |      | FSA  | FOSTER-AIR             | Nome                                  | 1973       | 1984               | È stato un operatore FBO di Neal Foster. |
| Four Star Air Cargo                     | Porto Rico           |          | HK   | FSC  | FOUR STAR              | San Juan                              | 1982       | 2009               | Ha iniziato le operazioni di volo nelle Isole Vergini Americane.                                                                                      |
| Fox Cities Airlines                     | Wisconsin            |          |      |      |                        |                                       | 1963       | 1965               | Operava de Havilland Dove. Si è unita con Air Wisconsin.                                                                                              |
| Frank Martz Coach Co.                   | New York             |          |      |      |                        | Buffalo Niagara                       | 1929       | 1930               | Rinominata in Martz Air Lines. |
| Freedom Airlines                        | Ohio                 |          | DN   |      | LIBERTY                | Cleveland Hopkins                     | 1980       | 1984               | Sussidiaria di Red Dodge Aviation. |
| Freedom Airlines                        | Texas                |          | F8   | FRL  | FREEDOM AIR            | Cincinnati/Northern Kentucky          | 2002       | 2010               | |
| Freelandia                              |                      |          |      |      |                        | Newark Liberty                        | 1973       | 1974               | |
| Friedkin Airlines                       | California           |          |      |      |                        | San Diego                             | 1948       | 1948               | [ 130 ] |
| Friendship Air Alaska                   | Alaska               |          | 4H   | FAL  | FRIENDSHIP             | Fairbanks                             | 1986       | 1989               | Fondata come Harold's Air Service. |
| Fromhagen Aviation                      | Florida              |          |      |      |                        | St. Pete-Clearwater                   | 1969       | 1998               | [ 132 ] |
| Frontier Airlines                       | Colorado             |          | FL   | FTA  | FRONTIER               | Denver                                | 1950       | 1986               | Andata in bancarotta. Alcune operazioni sono state assorbite da Continental Airlines.                                                                 |
| Frontier Alaska                         | Alaska               |          |      |      |                        | Anchorage                             | 2008       | 2014               | [ 133 ] |
| Frontier Express                        | Wisconsin            |          |      |      |                        | Milwaukee Mitchell                    | 2011       | 2013               | Operata da Chautauqua Airlines. |
| Frontier Flying Service                 | Alaska               |          |      |      |                        | Fairbanks                             | 1950       | 2014               | |
| Frontier Horizon Airlines               | Colorado             |          | FL   | FLH  | MILE HIGH              | Denver Stapleton                      | 1983       | 1986               | |
| Funair                                  | Florida              |          |      |      |                        | Miami                                 | 1996       | 2001               | Operava per Carnival Cruise Lines. |
| Funworld International Airways          | Florida              |          |      |      |                        | Miami                                 | 1993       | 1994               | Operava Boeing 727-200. |
| Futura Air Lines                        | California           |          |      |      |                        | Oakland                               | 1962       | 1962               | [ 137 ] |
| G                                       |                      |          |      |      |                        |                                       |            |                    | |
| Galaxy Airlines                         | Tennessee            |          |      |      |                        | Cleveland Hopkins                     | 1968       | 1969               | Operava Douglas DC-3. |
| Galaxy Airlines                         | Florida              |          | 9G   | GAL  | GALAXY                 | Fort Lauderdale                       | 1978       | 1987               | |
| Galena Air Service                      | Alaska               |          |      | GAS  | GALENA AIR SERVICE     | Galena                                | 1986       | 1989               | Acquisita da Hermen’s Air. |
| Gateway Aviation                        | Wisconsin            |          |      |      |                        | La Crosse                             | 1968       | 1969               | Rinominata in Mississippi Valley Airways. |
| Gem State Airlines                      | Idaho                |          | GS   |      |                        | Coeur d'Alene                         | 1978       | 1980               | Si è unita con Air Pacific per creare Golden Gate Airlines.                                                                                           |
| Gemini Air Cargo                        | Minnesota            |          | GR   | GCO  | GEMINI                 | Miami                                 | 1995       | 2008               | |
| General Air Lines                       |                      |          |      |      |                        | San Diego                             | 1934       | 1934               | Rinominata in Western Air Express. |
| General Airlines                        | Pennsylvania         |          |      | GNL  | GENERAL                |                                       | 1978       | 1979               | Fondata come General Aviation Service. |
| Geo Air                                 | Florida              |          |      |      |                        |                                       | 1995       | 2008               | |
| Georgia Air                             | Georgia              |          |      |      |                        | Atlanta                               | 1970       | 1972               | [ 143 ] |
| Georgia Air Freight                     | Georgia              |          | GS   |      |                        | Atlanta                               | 1978       | 1979               | [ 144 ] |
| Georgia Skies                           | Georgia              |          | LI   | NMI  | TSUNAMI                | Atlanta                               | 2008       | 2013               | Una filiale della Pacific Wings. |
| GID Air Services                        | Texas                |          |      |      |                        | Fort Worth Meacham                    | 1982       | 1986               | Operava i CV-580. |
| Gillam Airways                          | Alaska               |          |      |      |                        | Valdez                                | 1932       | 1932               | [ 146 ] |
| Gilley Airways                          | New York             |          |      |      |                        | Glens Falls                           | 1961       | 1979               | Vettore cargo. |
| Gilpin Air Lines                        | California           |          |      |      |                        | Los Angeles                           | 1931       | 1934               | Rinominata in C&G Air Lines. |
| GLO Airlines                            | Louisiana            |          |      |      |                        | New Orleans                           | 2015       | 2017               | [ 149 ] |
| Global International Airways            | Missouri             |          | GX   | GAX  | GLOBAL                 | Kansas City                           | 1981       | 1984               | |
| Globe Air                               | Arizona              |          |      |      |                        | New Orleans                           | 1981       | 1985               | [ 150 ] |
| Globe Freight Airline                   |                      |          |      |      |                        |                                       | 1945       | 1948               | [ 151 ] |
| go!                                     | Hawaii               |          | YV   | ASH  | AIR SHUTTLE            | Honolulu                              | 2006       | 2014               | |
| Go! Mokulele                            | Hawaii               |          |      |      |                        | Honolulu                              | 2009       | 2012               | |
| Go Transportation                       |                      |          |      |      |                        |                                       | 1971       | 1977               | Fondata come Ron Clark Enterprises. Rinominata in Go Air.                                                                                             |
| Gold Coast Air                          | California           |          |      | GMR  | EXPEDITOR              | Los Angeles                           | 1981       | 1982               | [ 153 ] |
| Gold Coast Air Taxi                     | Florida              |          |      |      |                        | Miami                                 | 1966       | 1967               | Rinominata in Gold Coast Airways. |
| Gold Coast Airways                      | Florida              |          |      |      |                        | Miami                                 | 1967       | 1969               | Acquisita da Executive Airlines. |
| Golden Airlines                         |                      |          |      | GDD  | GOLDEN AIRLINES        |                                       | 1999       | 1999               | [ 156 ] |
| Golden Airways                          |                      |          |      |      |                        |                                       | 1980       | 1983               | Fondata come Ancar Aviation. |
| Golden Carriage Air                     |                      |          |      |      |                        |                                       | 1979       | 1980               | [ 158 ] |
| Golden Eagle Airlines                   |                      |          |      | GEL  | GOLDEN EAGLE           |                                       | 1978       | 1979               | Acquisita da WestAir Airlines. |
| Golden Gate Airlines                    | California           |          | GG   |      |                        | Monterey                              | 1980       | 1981               | Si è unita con Swift Aire Lines. |
| Golden Gate Airways                     | California           |          |      |      |                        | San Francisco                         | 1960       | 1962               | [ 160 ] |
| Golden Isles Airlines                   | Georgia              |          |      |      |                        | McKinnon St. Simons                   | 1960       | 1960               | Operava de Havilland Dove. |
| Golden North Airways                    | Alaska               |          |      |      |                        |                                       | 1947       | 1949               | Operava C-46. |
| Golden Nugget Aviation                  |                      |          |      |      |                        |                                       | 1982       | 2001               | [ 163 ] |
| Golden Pacific Airlines                 | California           |          |      |      |                        | San Francisco                         | 1969       | 1973               | |
| Golden Pacific Airlines                 | Arizona              |          | YB   | GPA  | GOLD PAC               | Kingman                               | 1981       | 1989               | |
| Golden South Airlines                   | Florida              |          |      |      |                        | Fort Pierce                           | 1979       | 1979               | [ 164 ] |
| Golden State Airlines                   | California           |          | GW   | GOL  | GOLDEN STATE           |                                       | 1955       | 1987               | [ 165 ] |
| Golden State Airlines                   | Arizona              |          |      | GSC  | GOLDEN STATE           | Santa Ana                             | 1979       | 1985               | [ 166 ] |
| Golden Valley Aero                      |                      |          |      |      |                        |                                       | 1982       | 1982               | [ 167 ] |
| Golden West Airlines                    | California           |          | GW   | GWA  | GOLDEN WEST            | Long Beach                            | 1967       | 1983               | |
| Golden West Airlines                    | California           |          |      |      |                        | Van Nuys                              | 1968       | 1969               | [ 168 ] |
| Gopher Airlines                         |                      |          |      |      |                        |                                       | 1968       | 1968               | [ 169 ] |
| Gopher Aviation                         |                      |          |      |      |                        |                                       | 1959       | 1959               | [ 170 ] |
| Gordon Air                              |                      |          |      |      |                        |                                       | 1984       | 2000               | Fondata da John Gordon. Rinominata in Ultimate Jetcharters.                                                                                           |
| Gorst Air Transport                     | Washington           |          |      |      |                        | Seattle Lake Union Seaplane Base      | 1929       | 1935               | Fondata da Vern C. Gorst. |
| GP Express Airlines                     | Nebraska             |          |      | GPE  | REGIONAL EXPRESS       | Grand Island                          | 1975       | 1996               | |
| Graham Airways                          | Alaska               |          |      |      |                        |                                       | 1932       | 1935               | [ 173 ] |
| Grand Aire Express                      | Ohio                 |          |      | GAE  | GRAND EXPRESS          | Toledo Express                        | 1985       | 2003               | |
| Grand Airways                           | Nevada               |          | QD   | GNV  | GRAND VEGAS            | Las Vegas McCarran                    | 1980       | 1996               | |
| Grand Forks Airmotive                   | Dakota del Nord      |          |      |      |                        | Grand Forks                           | 1975       | 1975               | Vettore per trasporto della posta. |
| Grand Valley Aviation                   | Idaho                |          |      |      |                        | Driggs–Reed                           | 1992       | 1995               | Vettore charter. |
| Gray Line Air                           | New York             |          | WS   | WSA  |                        | Cascate del Niagara                   | 1994       | 1995               | [ 176 ] |
| Great American Airways                  | Nevada               |          | MV   | GRA  | GREAT AMERICAN         | Reno–Tahoe                            | 1979       | 1997               | |
| Great Arctic Airways                    | Alaska               |          |      |      |                        | Fairbanks                             | 1996       | 1996               | Operava ATL-98 Carvair. |
| Great Lakes Airlines                    | California           |          |      |      |                        | Burbank                               | 1946       | 1962               | [ 178 ] |
| Great Lakes Airlines                    | Wyoming              |          | ZK   | GLA  | LAKES AIR              | Cheyenne                              | 1979       | 2018               | In precedenza denominata Spirit Lake Airways. |
| Great Lakes Commuter                    | Michigan             |          |      |      |                        | Traverse City                         | 1972       | 1974               | Acquisita da Skystream Airlines. |
| Great Northern Airlines                 | Alaska               |          |      |      |                        | Fairbanks                             | 1975       | 1982               | Fondata come Fairbanks Air Service. |
| Great Plains Airlines                   |                      |          | ZN   |      |                        |                                       | 1977       | 1979               | Fondata come Trinity Airlines. |
| Great Plains Airlines                   | Oklahoma             |          | ZO   | OZR  | OZARK                  | Oklahoma City Rogers                  | 2001       | 2004               | |
| Great Planes Express                    | Kansas               |          |      |      |                        | Augusta                               | 1995       | 1995               | [ 181 ] |
| Great Sierra Airlines                   | California           |          |      |      |                        | Lake Tahoe                            | 1980       | 1981               | [ 182 ] |
| Great Southern Airways                  | Florida              |          |      |      |                        | Miami                                 | 1988       | 1989               | Vettore cargo. |
| Great Western Air                       |                      |          |      | GWA  | G-W AIR                |                                       | 1994       | 1994               | [ 184 ] |
| Great Western Airlines                  | Oklahoma             |          | DQ   | GWS  | GREAT WESTERN          |                                       | 1975       | 1979               | Operava Beech 18 per servizi postali e trasporto di merci.                                                                                            |
| Great Western Aviation                  | Dakota del Sud       |          |      |      |                        | Sioux Fall                            | 1990       | 1990               | Operava Cessna P210R. |
| Greater Pacific Airways                 | California           |          |      |      |                        | Los Angeles                           | 1982       | 1988               | Operava Embraer Bandeirante. Rinominata in Air LA. |
| Greatland Air Cargo                     | Alaska               |          |      |      |                        | Anchorage                             | 1995       | 2001               | Operava DHC-4 Caribou. |
| Green Bay Aviation                      | Wisconsin            |          | HE   | GBA  |                        | Green Bay–Austin Straubel             | 1965       | 1981               | [ 189 ] |
| Green Hills Aviation                    |                      |          |      | GRH  | GREEN HILLS            |                                       | 1978       | 1987               | [ 190 ] |
| Green Mountain Airlines                 | New York             |          |      |      |                        | New York-LaGuardia                    | 1979       | 1980               | Operava Cessna 402. |
| Greenbriar Airlines                     | Virginia Occidentale |          |      |      |                        | Greenbrier                            | 1939       | 1969               | Operava Cessna 172. |
| Grey Goose Air Lines                    | Illinois             |          |      |      |                        | Chicago Midway                        | 1928       | 1929               | Vettore charter per servizi turistici. Operava Ford Trimotor.                                                                                         |
| Grognet Flying Service                  | Michigan             |          |      |      |                        | Houghton                              | 1973       | 1975               | Operava servizi estivi verso le Isle Royale |
| Gross Aviation                          | Washington           |          |      |      |                        | Tacoma Narrows                        | 1972       | 1974               | Operatore Air taxi. |
| Gulf Air International                  | Florida              |          |      |      |                        | Arcadia                               | 1979       | 1989               | Rinominata in Trans Ocean Airways. |
| Gulf Air Transport                      | Louisiana            |          | QG   | GAT  | GULFTRANS              | Arcadia                               | 1979       | 1989               | Rinominata in Trans Ocean Airways. |
| Gulf and Caribbean Cargo                |                      |          |      | 8G   | TSU                    |                                       | 2004       | 2009               | [ 197 ] |
| Gulf Central Airlines                   | Florida              |          | BJ   | GCN  | GULF CENTRAL           | Orlando Melbourne                     | 1981       | 1984               | Fondata come Devoe Airlines. |
| Gulf Coast Airlines                     | Mississippi          |          |      | GFC  | GULF COAST             | Gulfport                              | 1971       | 1975               | Rinominata in Coastal Airways. |
| Gulfstream Airlines                     |                      |          |      | GFS  | GULFSTAR               |                                       | 1971       | 1975               | [ 200 ] |
| Gulfstream International Airlines       | Florida              |          | 3M   | GFT  | GULF FLIGHT            | Fort Lauderdale–Hollywood             | 1990       | 2010               | Rinominata in Silver Airways. |
| Gulkana Air Service                     | Alaska               |          |      |      |                        | Gulkana                               | 1963       | 1997               | Operava Cessna 185 Skywagon, Cessna 206 e Cessna 402.                                                                                                 |
| Gull Air                                | Massachusetts        |          | JI   |      |                        | Hyannis                               | 1975       | 1987               | Fondata da Robert Welch. |
| Gull Air                                | Florida              |          |      | GUL  | GULL-AIR               | Miami                                 | 1982       | 1987               | Era un'affiliata di Air Florida Commuter. |
| Guy-America Airways                     | New York             |          | GK   | GAM  | GUY AMERICA            | New York Kennedy                      | 1981       | 1984               | |
| H                                       |                      |          |      |      |                        |                                       |            |                    | |
| H & D Aviation                          | Indiana              |          |      |      |                        | Terre Haute                           | 1980       | 1981               | Rinominata in Terre Haute Air Commuter. |
| Hageland Aviation Services              | Alaska               |          | H6   | HAG  | HAGELAND               | Anchorage                             | 1981       | 2008               | Si è unita con Frontier Alaska. |
| Hagerty’s Air Transportation            | Carolina del Nord    |          |      |      |                        | Charlotte                             | 1984       | 1984               | Confluita in Sunbird Airlines. |
| Haines Airways                          | Alaska               |          | 7A   |      |                        | Haines                                | 1986       | 2000               | Fondata da Reg Radcliffe. Operava Piper PA-32. |
| Hammonds Air Service                    | Louisiana            |          |      |      |                        | Houma–Terrebonne                      | 1977       | 1985               | Operava Piper Navajo e Twin Otter. |
| Hampton Air Service                     | New York             |          |      |      |                        | East Hampton                          | 1936       | 1937               | Operava Stinson Reliant. |
| Hanford Airlines                        | Iowa                 |          |      |      |                        | Sioux City                            | 1937       | 1937               | Fondata come Hanford Tri-State Airlines. |
| Happy Hours Air Travel Club             | Florida              |          |      |      |                        | Miami                                 | 1973       | 1973               | Fondata da James Ruscoe. Operava Lockheed L-1049 Super Constellation.                                                                                 |
| Harbor Airlines                         | Washington           |          | HB   | HAR  | HARBOR                 | Seattle–Tacoma                        | 1971       | 2001               | |
| Harold's Air Service                    | Alaska               |          |      | HAS  | HAROLDS                | Fairbanks                             | 1974       | 1986               | Rinominata in Friendship Air Alaska. |
| Harrisburg Commuter                     | Pennsylvania         |          |      |      |                        | Harrisburg                            | 1965       | 1970               | Rinominata in Pennsylvania Commuter Airlines. |
| Hartford Airlines                       | Connecticut          |          |      |      |                        | Robertson Field                       | 1966       | 1966               | Operava Aero Commander 500. |
| Hartzog Schneck Aviation                | Illinois             |          |      |      |                        | Chicago Rockford                      | 1966       | 1969               | Operava Beechcraft King Air. |
| HATS Hawaiian Air Tour Service          | Hawaii               |          |      |      |                        | Honolulu                              | 1946       | 1950               | Operava Beechcraft D-18. |
| HATS Hawaiian Air Tour Service          | Hawaii               |          |      | RES  | RESORT                 | Honolulu                              | 1953       | 1979               | Acquisita da Resort Airways nel 1967. Operava de Havilland Dove.                                                                                      |
| Havasu Airlines                         | Arizona              |          | HW   | HCA  | HAVASU                 | Lake Havasu City                      | 1963       | 1987               | Sussidiaria di Nicholson Air Service e Cumberland Airlines.                                                                                           |
| Hawaii Express                          | Hawaii               |          |      |      |                        | Honolulu                              | 1982       | 1984               | [ 218 ] |
| Hawaii Island Hoppers                   | Hawaii               |          |      |      |                        | Honolulu                              | 1992       | 1992               | Vettore charter per voli turistici. |
| Hawaii Jet-Aire                         | Hawaii               |          |      |      |                        | Honolulu                              | 1968       | 1968               | Operava Twin Otter. |
| Hawaii Pacific Air                      | Hawaii               |          |      |      |                        | Honolulu                              | 1973       | 1995               | Operava Carvair. |
| Hawaiian Airventures                    | Hawaii               |          |      |      |                        | Keahole                               | 1992       | 1992               | Vettore charter per voli turistici. |
| Hawaiian Pacific Airlines               | Hawaii               |          | HP   |      |                        | Los Angeles                           | 1992       | 1992               | Fondata come Alii Air Hawaii. |
| Hawkeye Airlines                        | Iowa                 |          |      |      |                        | Ottumwa                               | 1974       | 1974               | Operava DC-3. |
| Hawkaire                                | Carolina del Nord    |          |      | HKI  | HAWKEYE                | Charlotte Douglas                     | 1991       | 2009               | [ 225 ] |
| Hawkins and Powers Aviation             | Wyoming              |          |      |      |                        | Greybull                              | 1989       | 2006               | Vettore antincendio. Operava Consolidated PB4Y-2 Privateer e Fairchild C-119 Flying Boxcar.                                                           |
| Hawthorne Nevada Airlines               | Nevada               |          |      |      |                        | Hawthorne                             | 1964       | 1969               | Rinominata in Nevada Airlines. |
| Heartland Airlines                      | Ohio                 |          |      |      |                        | Dayton                                | 1998       | 2001               | Non ha mai iniziato le operazioni di volo. |
| Helicopter Air Service                  | Delaware             |          |      |      |                        |                                       | 1949       | 1956               | Rinominata in Chicago Helicopter Airways. |
| Hemet Valley Flying Services            | California           |          |      |      |                        | Hemet-Ryan                            | 1946       | 1997               | Vettore antincendio. Operava Boeing KC-97L, PBY Catalinam e C-119C.                                                                                   |
| Hemisphere Air Transport                |                      |          |      |      |                        |                                       | 1950       | 1955               | Rinominata in North American Airlines. |
| Henry's Charter Air Service             | Kansas               |          |      |      |                        | Concordia                             | 1965       | 1968               | Operava Cessna 337 e Cessna 210. |
| Hensley Flying Service                  | Montana              |          |      |      |                        | Havre                                 | 1944       | 1978               | [ 232 ] |
| Henson Airlines                         | Maryland             |          | PI   | HNA  |                        | Charlotte Douglas                     | 1962       | 1993               | Rinominata in Piedmont Airlines. |
| Henson Aviation                         |                      |          |      | HNA  | HENSON                 |                                       | 1967       | 1979               | [ 233 ] |
| Hermen's Air                            | Alaska               |          | 2E   | HRM  | HERMENS                | Bethel                                | 1974       | 1990               | Fondata come Galena Air Service. |
| Heussler Air                            | Pennsylvania         |          |      | HUS  | HEUSSLER               | Erie                                  | 1977       | 1994               | Operava come air taxi. |
| Hoganair                                | Ohio                 |          |      | HGA  | HOGAN AIR              | Middletown                            | 1989       | 1998               | Rinominata in Miami Valley Aviation. |
| Holiday Airlines                        | California           |          |      |      |                        | Oakland                               | 1956       | 1956               | Operava de Havilland Dove. |
| Holiday Airlines                        | California           |          |      |      |                        | Oakland                               | 1965       | 1966               | Operava de Havilland Dove. |
| Holiday Airlines                        | Florida              |          | JO   | HOL  | HOLIDAY                | Newark Liberty                        | 1965       | 1975               | |
| Holiday Airlines                        | New York             |          |      |      |                        | Sullivan County                       | 1970       | 1970               | Conosciuta come Catskill Holiday Airlines. Operava Beech 99.                                                                                          |
| Holiday Airlines                        | New Jersey           |          |      |      |                        | Newark                                | 1979       | 1989               | [ 240 ] |
| Holiday Airlines                        | California           |          |      |      |                        | Orange County                         | 1988       | 1990               | Rinominata in Pacific Coast Airline. |
| Holiday Ways                            | California           |          |      |      |                        | Ontario                               | 1988       | 1990               | Operava Beech 18. |
| Hood Airlines                           | Texas                |          |      |      |                        | Killeen–Fort Hood                     | 1964       | 1970               | Acquisita da Rio Airways. Operava Beech 99. |
| Hooters Air                             | Carolina del Sud     |          | H1   |      |                        | Myrtle Beach                          | 2003       | 2006               | |
| Hop-A-Jet                               |                      |          |      | HPJ  | HOPA-JET               |                                       | 1999       | 1999               | [ 244 ] |
| Horizon Airlines                        | Virginia             |          |      | QXE  | HORIZON AIR            |                                       | 1964       | 1970               | Operava Piper Navajo e Piper Apache. |
| Horizon Airways                         | Missouri             |          |      |      |                        | Kirksville                            | 1969       | 1976               | Rinominata in Air Missouri. |
| Horizon Cargo Transport                 |                      |          |      |      |                        |                                       | 1978       | 1979               | Rinominata in Kahili Airlines. |
| Houston Airlines                        | Virginia             |          |      |      |                        | Lynchburg                             | 1967       | 1967               | [ 248 ] |
| Houston Commuter Airlines               | Texas                |          |      |      |                        | Houston Bush                          | 1968       | 1968               | [ 249 ] |
| Houston Metro Airlines                  | Texas                |          |      |      |                        | Clear Lake City STOLport              | 1969       | 1993               | Rinominata in Metro Airlines. |
| Huachuca Airlines                       | Arizona              |          | 7H   |      |                        | Sierra Vista                          | 1983       | 1985               | [ 250 ] |
| Hub Airlines                            | Illinois             |          |      | HUB  | HUB                    | Chicago Meigs Field                   | 1968       | 1974               | Operava Beech 99. |
| Hub Air Service                         | Alaska               |          |      |      |                        | McGrath                               | 1964       | 1976               | OperavaCessna 195, Cherokee Six e Piper PA-22 |
| Hubbard Air Transport                   | Washington           |          |      |      |                        | Seattle Lake Union Seaplane Base      | 1919       | 1920               | Il 3 marzo 1919 un idrovolante B&W ha effettuato il primo volo internazionale di trasporto della posta statunitense.                                  |
| Hudson Air Service                      | Alaska               |          |      |      |                        | Talkeetna                             | 1947       | 2010               | Rinominata in Sheldon Air Services. |
| Hughes Airwest                          | California           |          | RW   |      | HUGHES-AIR             | San Francisco                         | 1968       | 1980               | |
| Hughes Float Plane Service              | Alaska               |          |      |      |                        | Homer                                 | 1990s      | Anni '90           | Vettore air taxi. |
| Hulman Airlines                         | Indiana              |          |      |      |                        | Terre Haute                           | 1968       | 1975               | Fondata come Hulman Field Aviation. Operava Cessna 310                                                                                                |
| Hulman Field Aviation                   | Indiana              |          |      |      |                        | Terre Haute                           | 1959       | 1968               | Rinominata in Hulman Airlines. |
| Hyannis Aviation                        | Massachusetts        |          | YB   | HAN  | AIR HYANNIS            | Barnstable                            | 1977       | 1977               | [ 260 ] |
| I                                       |                      |          |      |      |                        |                                       |            |                    | |
| IASCO International Air Service Company | California           |          |      |      |                        | Los Angeles                           | 1978       | 1992               | Operava Boeing 727-100. |
| Ilan Airways, Inc.                      | New York             |          |      |      |                        |                                       | 1984       | 1988               | |
| Illini Airlines                         | Ohio                 |          |      |      |                        | Chicago Rockford                      | 1956       | 1957               | Si è unita con Taxi Air Group per creare TAG Airlines.                                                                                                |
| Illinois Airways                        | Illinois             |          |      |      |                        | Southern Illinois                     | 1969       | 1972               | Rinominata in Air Illinois. Vettore di linea intrastatale.                                                                                            |
| ImagineAir                              | Georgia              |          |      | IMG  |                        | Lawrenceville                         | 2004       | 2018               | [ 264 ] |
| Imperial Airlines                       | California           |          | II   | IMP  |                        | Imperial                              | 1964       | 1986               | Fondata come Visco Flyging Service. |
| Imperial Airways                        |                      |          |      | PNX  | PHOENIX                |                                       | 1960       | 1961               | Fondata come Regina Cargo Airlines. Operava Curtiss C-46.                                                                                             |
| Imperial Commuter Airlines              | California           |          |      |      |                        | Imperial                              | 1967       | 1968               | Operava Beech 18 e Beech Bonanza. |
| Imperial International                  | Minnesota            |          |      | PNX  | PHOENIX                | South St. Paul                        | 1981       | 1992               | [ 268 ] |
| Independence Air                        | Virginia             |          | DH   | IDE  | INDEPENDENCE           | Washington Dulles                     | 1989       | 2006               | Fondata come Atlantic Coast Airlines. |
| Independent Air                         | Georgia              |          | ID   | IDN  | INDEPENDENT            | Atlanta                               | 1966       | 1990               | Fondata come Atlanta Skylarks. |
| Indian Wells Airlines                   | California           |          |      |      |                        | Inyokern                              | 1985       | 1985               | Fondata come C&M Airlines. |
| Indiana Airways                         |                      |          | WY   | INA  | INDI-AIR               |                                       | 1978       | 1980               | [ 271 ] |
| Indigo Airlines                         | Illinois             |          | I9   | IBU  | INDIGO BLUE            | Chicago Midway                        | 1999       | 2001               | |
| Industrial Air Transport                | California           |          |      |      |                        | Ontario                               | 1945       | 1946               | Rinominata in Pacific Overseas Airlines. Operava C-54 Skymaster.                                                                                      |
| Indy Air Travel Club                    |                      |          |      |      |                        |                                       | 1960s      | Anni '60           | Fondata come Four Winds. Vettore charter che operava Convair 880.                                                                                     |
| Inland Air Lines                        | Wyoming              |          |      |      |                        | Casper–Natrona                        | 1938       | 1952               | Incorporato sotto il marchio Western. |
| Inland Aviation Services                |                      |          | 7N   |      |                        |                                       | 1996       | 2009               | [ 275 ] |
| Inland Empire Airlines                  | California           |          | CC   | IEA  | INLAND EMPIRE          | Reno–Tahoe                            | 1978       | 1981               | Acquisita da Air Chaparral. |
| Inlet Airlines                          | Alaska               |          |      |      |                        | Homer                                 | 1989       | 1999               | Fondata da Dennis Rothberg come Cook Inlet Aviation. Operava Piper Cherokee.                                                                          |
| Inter Citiair Express                   | Washington           |          |      |      |                        | Seattle-Tacoma                        | 1930       | 1930               | Acquisita da Alaska-Washington Airways. Operavs Stinson Detroiter e Lockheed Vega.                                                                    |
| Inter-City Air Lines                    | Massachusetts        |          |      |      |                        | Boston                                | 1932       | 1933               | Operava Travel Air 6000. |
| Inter-Island Air                        | Hawaii               |          |      | UGL  | UGLY VAN               | Kahului                               | 1990       | 1991               | [ 279 ] |
| Inter-Island Airways                    | Hawaii               |          |      |      |                        | Honolulu                              | 1929       | 1941               | Rinominata in Hawaiian Airlines. |
| Intercoastal Airways                    | Illinois             |          |      | ICA  | INTERCOASTAL           | Willow Run                            | 1986       | 1989               | Operava C-117D. |
| Intercontinental Airways                |                      |          | IL   |      |                        |                                       | 1977       | 1981               | Operava Boeing 707-321C e Douglas DC-8-33. |
| Intercontinental US Inc.                | New York             |          |      |      |                        | New York-LaGuardia                    | 1960       | 1966               | Operava Carvair e DC-4. |
| Interior Air Taxis                      | Alaska               |          |      |      |                        | Fairbanks                             | 1965       | 1968               | Affiliata di Interior Airways. |
| Interior Airways                        | Alaska               |          |      |      |                        | Anchorage                             | 1946       | 1972               | |
| Intermountain Airways                   | Colorado             |          |      |      |                        |                                       | 1978       | 1978               | [ 285 ] |
| Intermountain Aviation                  | Arizona              |          |      | IMA  | INTER MOUNTAIN         | Pinal Airpark                         | 1969       | 1975               | Acquisita da Evergreen. |
| International Air Cargo                 | Massachusetts        |          |      |      |                        | Boston                                | 1974       | 1975               | Vettore cargo. |
| International Air Cargo                 | Michigan             |          |      |      |                        | Willow Run                            | 1980       | 1985               | [ 288 ] |
| International Air Response              | Arizona              |          |      |      |                        | Buckeye                               | 1997       | 2000               | Fondata come T & G Aviation. Vettore antincendio. |
| International Air Taxi                  | Alaska               |          |      |      |                        | Anchorage                             | 1965       | 1970               | Operava Cessna 180. |
| International Air Taxi                  | Alaska               |          |      |      |                        | Anchorage                             | 1980       | 1983               | Affiliata con Wien Air Alaska. |
| International Airlines                  | Dakota del Nord      |          |      |      |                        | Minot                                 | 1928       | 1931               | Operava Lockheed Vega. |
| International Airlines                  | California           |          |      |      |                        | Burbank                               | 1961       | 1966               | [ 293 ] |
| International Airlines                  | Texas                |          |      |      |                        | San Antonio                           | 1966       | 1967               | Operava Douglas DC-7. |
| International Airlines Academy          | Illinois             |          |      |      |                        | Willow Run                            | 1972       | 1975               | Rinominata in Trans Continental Airlines. |
| International Cargo Xpress              | Michigan             |          | 2C   |      |                        | Cincinnati/Northern Kentucky          | 1989       | 1994               | Confluita in ATI – Air Transport International. |
| International Charter Express           | Texas                |          |      | ICX  | INTEX                  | Houston Bush                          | 1988       | 1994               | [ 296 ] |
| International Parcel Express            |                      |          |      | IPX  | SPEED PACK             |                                       | 1986       | 1988               | [ 297 ] |
| International U.S.                      |                      |          |      |      |                        |                                       | 1968       | 1974               | [ 298 ] |
| Interstate Air Lines                    | California           |          |      |      |                        | Buchanan Field                        | 1928       | 1930               | [ 299 ] |
| Interstate Airlines                     | Illinois             |          |      |      |                        | Springfield                           | 1966       | 1968               | Operava Cherokee Six. |
| Interstate Airlines                     | Michigan             |          | 8C   | INT  | INTER-FLIGHT           | Willow Run                            | 1978       | 1986               | Fondata come Air Traffic Service Corp. |
| Interstate Airmotive                    | Missouri             |          |      |      |                        | Lambert Field                         | 1968       | 1968               | Vettore charter Operava DC-3. |
| Interstate World Airways                | California           |          |      |      |                        | Los Angeles                           | 1974       | 1975               | Vettore cargo. |
| Iowa Airways                            | Iowa                 |          | JT   | IOA  | IOWA AIR               | Dubuque                               | 1985       | 1994               | Operava Embraer Bandeirante. |
| Iowa Airplane Company                   | Iowa                 |          |      |      |                        |                                       | 1933       | 1949               | Rinominata in Mid-West Airlines. |
| Irvine Airways                          |                      |          |      |      |                        |                                       | 1932       | 1932               | [ 307 ] |
| Island Air                              | Washington           |          |      |      |                        | Bremerton                             | 1970       | 1970               | Fondata come Island Sky Ferries. |
| Island Air                              | Hawaii               |          |      |      |                        | Honolulu                              | 1971       | 1972               | [ 309 ] |
| Island Air                              | New York             |          |      |      |                        | Farmingdale                           | 1976       | 1976               | Operava DC-3. |
| Island Air                              | Hawaii               |          | WP   | MKU  | MOKU                   | Honolulu                              | 1980       | 2017               | Fondata come Princeville Airways. |
| Island Air                              | New York             |          | WS   |      |                        | Farmingdale                           | 1984       | 1984               | [ 312 ] |
| Island Air Charters                     | Florida              |          |      | ILF  |                        | Fort Lauderdale                       | 1986       | 2006               | [ 313 ] |
| Island Air Ferries                      | New York             |          |      |      |                        | New York-LaGuardia                    | 1945       | 1953               | Vettore Shuttle tra JFK e LGA. Operava DC-3 e Noorduyn Norseman.                                                                                      |
| Island Airlines                         | Ohio                 |          |      |      |                        | Erie–Ottawa                           | 1929       | 1979               | [ 315 ] |
| Island Airlines                         | Massachusetts        |          |      |      |                        | New Bedford                           | 1932       | 1932               | Acquisita da Maine Air Transport. |
| Island Airlines                         | Massachusetts        |          |      |      |                        |                                       | 1934       | 1934               | Operava sei Fairchild 71. |
| Island Airlines                         | Massachusetts        |          |      |      |                        |                                       | 1962       | 1962               | Fondata come Sky Tours. |
| Island Airlines                         | Massachusetts        |          | IS   | ISA  | ISLAND                 | Hyannis                               | 1991       | 2015               | [ 318 ] |
| Island Airlines Hawaii                  | Hawaii               |          |      | ACH  |                        | Honolulu                              | 1960       | 2002               | Operava Convair 440. |
| Island Airways                          | Michigan             |          |      |      |                        | Charlevoix                            | 1975       | 2006               | [ 320 ] |
| Island Express                          |                      |          | 2S   | SDY  | SANDY ISLE             |                                       | 1996       | 2006               | [ 321 ] |
| Island Express Air                      | Hawaii               |          |      |      |                        | Honolulu                              | 1994       | 1994               | Rinominata in Mahalo Air. |
| Island Helicopters                      | New York             |          |      |      |                        | Garden City                           | 1968       | 1977               | Operava voli verso Manhattan. |
| Island Mail                             | Washington           |          |      |      |                        | Friday Harbor                         | 1966       | 1979               | Operava Cessna 206. |
| Island Pacific Air                      | Hawaii               |          |      | PCR  | PACAIR                 | Honolulu                              | 1975       | 1977               | [ 325 ] |
| Island Sky Ferries                      | Washington           |          |      |      |                        | Bremerton                             | 1948       | 1950               | Fondata come Orcas Island Air Service. Operava Lockheed Model 10 Electra.                                                                             |
| Isle Royale Airways                     | Michigan             |          |      |      |                        | Houghton                              | 1965       | 1965               | Operava Grumman Mallard. |
| Isle Royale Seaplane Service            | Michigan             |          |      |      |                        | Houghton                              | 1973       | 1975               | Operava voli estivi. |
| ITR Airlines                            | Colorado             |          |      | ITR  | OUTBACK                | Denver                                | 1984       | 1985               | [ 329 ] |